# Poj pesnju, poėt...
Poj pesnju, poėt... (Пой песню, поэт…) è un film del 1971 diretto da Sergej Pavlovič Urusevskij.